# كريستيان فينر
كريستيان فينر (بالألمانية: Christian Wiener)‏ (و. 1826 – 1896 م) هو رياضياتي، وأستاذ جامعي ألماني، ولد في دارمشتات، كان عضوًا في الأكاديمية الألمانية للعلوم ليوبولدينا، توفي في كارلسروه، عن عمر يناهز 70 عاماً.

## التعليم
تعلم في جامعة غيسن، وتعلم في جامعة هايدلبرغ
.